# Ferrocarril del Pacífico de Nicaragua
Ferrocarril del Pacífico de Nicaragua (F.C. del P. de N.) hasta marzo de 1981, llamado inicialmente Ferrocarril de Nicaragua (FCN o FCdeN) 1877-1922, fue la extensión ferroviaria que funcionó en Nicaragua durante 117 años desde su inauguración en 1877 durante el gobierno del Presidente Pedro Joaquín Chamorro y Alfaro hasta su desmantelamiento y desaparición total y definitiva en 1996 durante la presidencia de Violeta Barrios de Chamorro.
Su construcción inició durante el gobierno del Presidente Chamorro y Alfaro como una ruta de Tren que recorrería la llanura del Pacífico uniendo a las principales ciudades del país (Chinandega, León, Managua, Masaya y Granada) con su principal puerto marítimo en Corinto.

## Historia
En 1863, siendo Presidente el General Tomás Martínez Guerrero, Nicaragua contrató al comandante Bedford Clapperton Trevelyan Pim (1826-1886) de la Marina Británica, para que construyera el ferrocarril desde Monkey Point en la Costa caribeña hasta El Realejo en la Costa del Pacífico, ya que éste había realizado los estudios topográficos pertinentes. 
En esos años era una situación bastante difícil para la Compañía Central American Transit Company por el mal estado de la navegabilidad por San Juan del Norte. El gobierno conservador inicialmente pensó en construir un ramal desde San Miguelito hacia Rivas; en 1865 una nueva directiva retomó la idea del comandante Pim. 

### Inicios del proyecto
El 17 de febrero de 1873, siendo presidente Vicente Cuadra, firmó contrato con J. E. Hollembeck' para construir la vía ferroviaria desde Granada hasta Managua. En marzo se firmó otro contrato pero para la construcción del ferrocarril entre Corinto y León, sin llegar a ningún resultado de importancia.
El presidente Pedro Joaquín Chamorro y Alfaro aprobó un Decreto a favor de la construcción del ferrocarril, dicho documento se promulgó el 10 de febrero de 1876, publicándose en La Gaceta Diario Oficial de la República de Nicaragua el 7 de julio del siguiente año, el decreto promulgaba:
"Se negociará de una manera definitiva o emprenderá directamente por cuenta del Estado Nicaragüense la construcción de un ferrocarril a vapor desde Corinto al puerto lacustre más cercano en la costa leonesa del Lago de Managua, pasando por las ciudades de León y Chinandega. Este ferrocarril será proporcionado a las necesidades del país y deberá quedar conectado con la Capital por medio de una línea de vapores y con el Gran Lago de Nicaragua por medio de otra sección de vía férrea entre Granada y Managua, pasando por las inmediaciones de Masaya, o por una vía de igual naturaleza paralela al río Tipitapa, o canalizando dicho río, de manera que en todo tiempo y en toda su extensión tenga por lo menos cinco pies de profundidad, haciéndose la navegación de lago a lago sin trasbordo. También establecía los impuestos pertinentes por los productos exportados y establecía que el gobierno podía tomar lo necesario de las rentas de la Nación todo lo necesario para que las obras propuestas se llevaran a cabo, algunos gastos de mantenimiento de vía de acceso fueron suprimidas para darle prioridad al ferrocarril."
El ferrocarril era un sueño de progreso para la inmensa mayoría de la población, pero hubo voces contrarias que afirmaban que el país no estaba en las condiciones económicas para mantener o terminar un proyecto de tal magnitud.
Para octubre de 1877, a través del Consulado de Nicaragua en los Estados Unidos, el gobierno nicaragüense contrataba a los señores Alejandro Cothead y Beverly S. Randolph, ingeniero de ferrocarriles para que viajaran a Nicaragua a hacer el debido reconocimiento del territorio donde se establecería el paso del ferrocarril. Los debidos levantamientos los hizo Randolph con Maximiliano Sonnenstern, ingeniero civil por parte del gobierno de Nicaragua. Los estudios y trazados de Randolph fueron revisados en Nueva York por los ingenieros Henry D. Butts Norris y Aniceto García Menocal, ingeniero civil cubano.

## Construcción
Para 1878, ya se iniciaba la construcción del magno proyecto de aquel entonces; el proyecto fue puesto en manos del ingeniero Marco Antonio Lacayo, que inició ese mismo año los trabajos de desagüe y terraplenamiento. Según estaba dispuesto en el proyecto, se iniciaría la construcción del tramo Corinto a Chinandega, con un costo estimado de $200,000 dólares; los países a los que se pidió el material fijo fueron Europa y Estados Unidos y el pueblo beneficiado prestó 16,000 pesos con un bajo interés. Dicho dinero sería utilizado exclusivamente para la conclusión del proyecto.
El ingeniero Lacayo logró construir, entre septiembre de 1878 y noviembre de 1880, el trecho entre Pasocaballos y Amella. El trecho entre Pasocaballos y Corinto, lo inició el ingeniero Henry D. Butts Norris a fines de 1879 y terminado por Sonnenstern, por ausencia de Norris, en septiembre de 1880. El 26 de noviembre llegó a Chinandega la primera locomotora, tras recorrer 12 millas y media.

### División occidental
El 10 de marzo de 1882 quedó terminado y abierto al tráfico, al pasar, por primera vez, a las 2 de la tarde, la locomotora “Emilio Bernard”, en viaje hacia Corinto. El 20 de julio de 1882 el gobierno dispone fundar una población en el sitio de León Viejo, terminal de la División Occidental del Ferrocarril, y se comisiona al ingeniero Salvador Cobos para que trace los planos.
El 9 de junio de 1883 el Inspector de Obras Públicas, ingeniero Sonnenstern, informa que la línea había llegado a León, cubriendo 25 millas y media desde el punto de partida, y que seguía extendiéndose hacia Pueblo Nuevo y León Viejo. El 28 del mismo mes el ingeniero Norris anuncia que la línea está al llegar a León Viejo, y que ya se han nivelado 14 millas, entre Managua y Masaya. Tres meses después se coloca el primer riel de la División Oriental.
La inauguración solemne de la nueva población de Momotombo se verificó el 27 de enero de 1884. A las 5 de la mañana de ese día zarparon de Managua los vapores “Amelia” e “Isabel”, conduciendo al coronel Joaquín Elizondo, Ministro de Hacienda y Guerra, y licenciado Francisco Castellón, Ministro de Relaciones Exteriores e Instrucción Pública del Presidente Adán Cárdenas y a gran número de personas que los acompañaban, con destino a León Viejo o Momotombo, como ya se llamaba a la población recién trazada. Con el mismo objeto inaugural salió de León un tren expreso conduciendo al general Joaquín Zavala, expresidente de la República, quien regresaba de una misión diplomática por Centroamérica, y a numerosos asistentes a la fiesta. El acto tuvo lugar a las 3 de la tarde de dicho día 27. El Ministro Elizondo pronunció el discurso oficial.

### División oriental
La División Oriental, línea que unió a Managua con Granada, fue construida toda bajo el gobierno del Doctor Adán Cárdenas (1883-1887). El 30 de septiembre de 1884 se inauguró la línea hacia Masaya; pero no quedó abierta al servicio público hasta el 16 de abril de 1885. 
El 1 de marzo de 1886 llegó por primera vez el ferrocarril a Granada, con gran alborozo del pueblo. Y en julio de este mismo año quedó terminada la prolongación de la vía desde la estación hasta el Muelle en la costa del lago Cocibolca.
En 1895 fue celebrado el contrato de construcción del ferrocarril hacia Los Pueblos de Carazo (Masatepe) por el presidente José Santos Zelaya (1893-1909). En mayo de 1897 la línea llegó a Niquinohomo; en enero de 1899 a San Marcos, en abril a Jinotepe y en mayo a Diriamba, completando una longitud de 43 kilómetros y medio.
El 15 de agosto de 1895 fue inaugurada por el presidente Zelaya la construcción del ramal Chinandega – El Viejo. Todavía en 1898 el ramal seguía en construcción, y durante la primera administración de Adolfo Díaz Recinos, fue mandado a destruir por Thomas O’Connell, en ese entonces gerente del ferrocarril.

### División central
En 1898, la División Central era apenas un acariciado proyecto. Esta línea debía unir La Paz Vieja con Managua, y por tanto las divisiones Occidental y Oriental entre sí. Los trabajos iniciaron el 19 de noviembre de 1900. Zelaya clavó con su propia mano el primer riel en Managua.
El 26 de junio de 1902 el presidente José Santos Zelaya, junto a una nutrida comitiva y acompañado del ingeniero Julio Weist contratista de la Construcción del Ferrocarril Central, viajaron en tren hasta la Cuesta "El Reloj", entre Mateare y Nagarote, donde el Presidente Zelaya clavó el último riel que unía Corinto con Granada. Este acto de gran significación inauguró los festejos que el gobierno liberal dispuso celebrar en homenaje a la Revolución del 11 de julio de 1893, durante tres días, la culminación de la construcción del tramo ferrocarrilero Managua-La Paz Centro.
El nombre de Cuesta del Reloj se debía a un antiguo reloj de sol grabado en una gran piedra, que existía desde tiempos coloniales, y que quedó a un lado de la carrilera. Después fue trasladado al Museo de Acahualinca; en Managua, donde aún se conserva.

### Ferrocarril del norte
Se pensó que el ramal La Paz Centro-Momotombo podría utilizarse para empalmar el proyectado Ferrocarril del Norte, que pasando por Matagalpa y Jinotega, continuaría hasta un punto del Río Grande de Matagalpa que fuese navegable por vapores marítimos.
En 1890 el ingeniero P. W. Chamberlain inició estudios para un proyectado ramal de ferrocarril desde Momotombo hacia Sébaco. En agosto de 1905 el propio Presidente Zelaya declaraba: 
"Acaba de llegar al país el ingeniero señor Lefevre, que se ha puesto al frente del cuerpo de Ingenieros empleados ya en la localización del Ferrocarril a Jinotega y Matagalpa; y si bien es cierto que hubo algunas dificultades entre empleados de la Compañía, residentes en esta ciudad Managua, ya han desaparecido y todo marcha bien."
Se contrató a la "Nicaragua Finance and Improvement Co.", de la cual se tenían las mejores recomendaciones, tenía sus representantes acreditados ante el gobierno y había garantizado con una suma. De ahí, el optimismo que se respiraba.

## Ferrocarril del Pacífico de Nicaragua
El 8 de junio de 1912, el gobierno de Nicaragua cambió el nombre de "Ferrocarril de Nicaragua" a "Ferrocarril del Pacífico de Nicaragua" con el fin de convertirlo en una corporación; puesto que, era necesario para vender acciones y recaudar fondos para las arcas del Estado.
El 25 de abril de 1981, mediante el Decreto N.º 710 "Ley de la Empresa Ferrocarril de Nicaragua", nuevamente se le nombró "Ferrocarril de Nicaragua" (FCN) hasta 1995.

## Material rodante
En 1891, había 10 locomotoras, 30 coches de pasajeros y 80 vagones de carga.
En 1936, el material rodante había aumentado a 26 locomotoras, 10 automotores, 73 coches de pasajeros y 255 vagones de carga. En 1981, sólo quedaban en servicio 8 locomotoras, 8 vagones de pasajeros y 189 vagones de carga.

## Apogeo
Debido a que todavía no existían carreteras, el tren era el medio de transporte más barato, rápido y cómodo. 
El trayecto de la vía férrea, mencionando sus principales estaciones, era: Corinto, Chinandega, León, La Paz Centro, Managua, Masaya, Granada y había un ramal llamado División Oriental que desde Masaya iba hacia Niquinohomo, San Marcos, Jinotepe y Diriamba. También, existió un ramal que iba desde León hacia El Sauce.
Existían vagones de primera, segunda y tercera clase. Los de primera tenían asientos acolchonados y ventanas de vidrio. 
El presidente Evaristo Carazo murió el 1 de agosto de 1889 en ejercicio del cargo, mientras viajaba desde Managua hacia Granada a bordo de un carro del Ferrocarril del Pacífico de Nicaragua.
Destacó el llamado "Vagón Presidencial" para uso exclusivo del Presidente de la República y su gabinete de gobierno, construido con maderas preciosas (caoba, cedro real) como vagón de lujo para trasladar a los jefes de Estado que tuvo Nicaragua entre 1943 y 1994. Este vagón está varado y puede observarse en la antigua Estación de Trenes de la ciudad de Granada, sin que la oficina de Patrimonio Histórico Cultural de la alcaldía granadina haga algo por restaurarlo y establecer un tramo de vía con fines culturales y recreativos que vaya desde la estación hasta el muelle sobre el Gran Lago de Nicaragua.

### Valoración de su importancia
Sofonías Salvatierra, historiador nicaragüense del siglo XX, resumía su valoración sobre la importancia del tren así:
"Es de observar que hemos continuado en todos los tiempos y por todos los hombres, que construyendo ferrocarriles con nuestros propios recursos y por nuestros propios esfuerzos, hasta llegar al grado de que los ferrocarriles nuestros forman parte muy querida de nuestro íntimo sentimiento nacional, porque ellos son el producto del esfuerzo entusiasta y del ideal común de todos los nicaragüenses."

## Cierre y desaparición
El declive del Ferrocarril de Nicaragua inició con los estragos causados por Aletta en 1982 que provocó la destrucción de puentes y vías ferroviarias en un amplio tramo en los departamentos de Chinandega y León en el occidente del país.
No obstante, para la historia nacional, la responsabilidad política de la desaparición del ferrocarril en Nicaragua, corresponde a la presidenta Violeta Barrios de Chamorro quién ordenó se vendiera todo el material rodante (locomotoras, vagones) y de las vías ferroviarias (durmientes, rieles) El ejecutante de tal orden fue Antonio Lacayo Oyanguren, ministro de la presidencia (1990-1995) durante el gobierno de Barrios de Chamorro.
La mayoría de los tramos de líneas se cerraron el 31 de diciembre de 1993. 
En septiembre de 2001 se cerró la última línea, el tramo de línea que iba desde Chichigalpa hacia el Ingenio "San Antonio" (ISA).